# Иэнага, Акихиро
Акихиро Иэнага (яп. 家長 昭博 Иэнага Акихиро, 13 июня 1986, Нагаокакё, Киото) — японский футболист, полузащитник клуба «Кавасаки Фронтале». Выступал за сборную Японии.

## Карьера
Иэнага — воспитанник клуба «Гамба Осака». В 2004 году подписал с клубом профессиональный контракт. В 2008 перешёл на правах аренды в клуб «Оита Тринита», где провёл два года, после чего был арендован другим клубом из Осаки, «Сересо».
В декабре 2008 был на просмотре в английском клубе «Плимут Аргайл», который хотел подписать с ним контракт, но отказался от этих планов, когда игроку было отказано в разрешении на работу в Англии.
В декабре 2010 года подписал контракт с испанским клубом «Мальорка».
Выступал за молодёжную сборную Японии на чемпионате мира среди молодёжных команд 2005 года, проходившем в Нидерландах.
Дебютировал в национальной сборной Японии 24 марта 2007 года в товарищеском матче против сборной Перу, заменив на 85-й минуте Кэйту Судзуки.